# Fenglin (Hualien)
Fenglin (chinesisch 鳳林鎮, Pinyin Fènglín Zhèn), manchmal auch Fonglin, ist eine Stadtgemeinde im Landkreis Hualien in der Republik China (Taiwan).

## Lage und Klima
Fenglin liegt im nördlichen Abschnitt des Huatung-Tals, eines langgestreckten Tals, das sich parallel zur Ostküste Taiwans erstreckt. Die westliche Begrenzung des Tals und Fenglins bildet das Taiwanische Zentralgebirge und die westliche Begrenzung bildet das Haian-Gebirge. Die angrenzenden Gemeinden sind Shoufeng im Norden und Nordosten, Fengbin im Südosten, Guangfu im Süden und Wanrong im Westen. Fenglin besteht aus einer Talebene,
Im östlichen Abschnitt fließt der Fluss Hualien in Süd-Nord-Richtung durch das Gemeindegebiet und wird durch die Zuflüsse Qingshui (清水溪), Fenglin (鳳林溪) und Wanli (萬里溪) von Westen aus dem Zentralgebirge gespeist. Es herrscht ein subtropisches, warmes und regnerisches Klima. Die Durchschnittstemperatur liegt zwischen 22 und 24 Grad und der jährliche Niederschlag zwischen 1700 und 2000 mm.

## Geschichte
Die Ureinwohner der Gegend waren indigen-taiwanische Austronesier. Zur Zeit der Qing-Dynastie kamen nach und nach Han-Chinesen ins Land. Zur Zeit der japanischen Kolonialherrschaft (1895–1945) initiierte die japanische Verwaltung ein Programm zur Erhöhung der wirtschaftlichen Produktivität, insbesondere des Anbaus von Tabak, Tee und Zuckerrohr, in den östlichen Regionen Taiwans. Dazu wurden zwischen 1906 und 1930 Siedler vor allem aus den heutigen Landkreisen Hsinchu und Miaoli angeworben um sich im heutigen Fenglin niederzulassen. Bei den Neusiedlern in Fenglin handelte es sich ganz überwiegend um Angehörige der Hakka-Volksgruppe. Im Jahr 1947, nach der Übertragung Taiwans an die Republik China, wurde das Gebiet als Stadtgemeinde Fenglin im neu gegründeten Landkreis Hualien organisiert.
| Gliederung von Fenglin |
| a: Fengren 鳳仁里 b: Fengli 鳳禮里 c: Fengzhi 鳳智里 d: Senrong 森榮里 Linrong 林榮里 Nanping 南平里 Beilin 北林里 a b c Fengyi 鳳義里 Fengxi 鳳信里 Shanxing 山興里 Dajung 大榮里 d Changqiao 長橋里 |

## Verwaltungsgliederung
Nach Gründung Fenglins im Jahr 1946 war die Gemeinde zunächst in 17 Stadtteile (里, Li) aufgeteilt. 1978 erfolgte eine Neugliederung in 12 Stadtteile: Fengren (鳳仁里), Fengli (鳳禮里), Fengzhi (鳳智里),
Senrong (森榮里), Linrong (林榮里), Nanping (南平里), Beilin (北林里), Fengyi (鳳義里), Fengxi (鳳信里), Shanxing (山興里), Dajung (大榮里), Changqiao (長橋里)

## Bevölkerung
Etwa zwei Drittel der Bevölkerung gehören zur Volksgruppe der Hakka. Dies ist der höchste Anteil einer Gemeinde in Osttaiwan. Ende 2017 gehörten 2031 Personen (19 %) der indigenen Bevölkerung an. Die verschiedenen Ethnien sind auf die Stadtteile unterschiedlich verteilt: Amis wohnen überwiegend in Fengxi, Shanxing, Senrong und Dajung, vom Festland stammende Taiwaner wohnen meist in Fengxin und Linrong. Hoklo sowie wenige Atayal leben verstreut in allen Dörfern und Hakka konzentrieren sich in Changqiao, Nanping und Beilin.

## Verkehr
Die Hauptverkehrsadern folgen dem Verlauf des Huatung-Tals in Nord-Süd-Richtung. Am westlichen Talrand verläuft die Provinzstraße 9 und am östlichen Rand die Landstraße 193. Weitgehend parallel zur Provinzstraße 9 verläuft die Taitung-Linie der Taiwanischen Eisenbahn, die in Fenglin drei Haltebahnhöfe aufweist (Nanping, Fenglin und Wanrong).

## Wirtschaft
Der Primärsektor spielt eine bedeutende Rolle. Die gesamte landwirtschaftliche Anbaufläche beträgt etwa 6.546 Hektar. Hauptsächlich werden Reis, Mais, Wassermelonen und verschiedene Gemüse angebaut. Viehzucht (Schweine, Rinder) und Aquakultur spielen ebenfalls eine Rolle.

## Besonderheiten
Als sehenswert in Fenglin gelten die Hakka-Volkskultur, mit ihrem Brauchtum und der Hakka-Küche. Es gibt auch ein Hakka-Kulturmuseum (客家文物館). Die Gemeindeverwaltung ist um eine Förderung des Tourismus bemüht und präsentiert Fenglin als Erholungsort, an dem gestreßte Stadtbewohner abschalten können. Fenglin ist Mitglied der internationalen Cittàslow-Allianz.

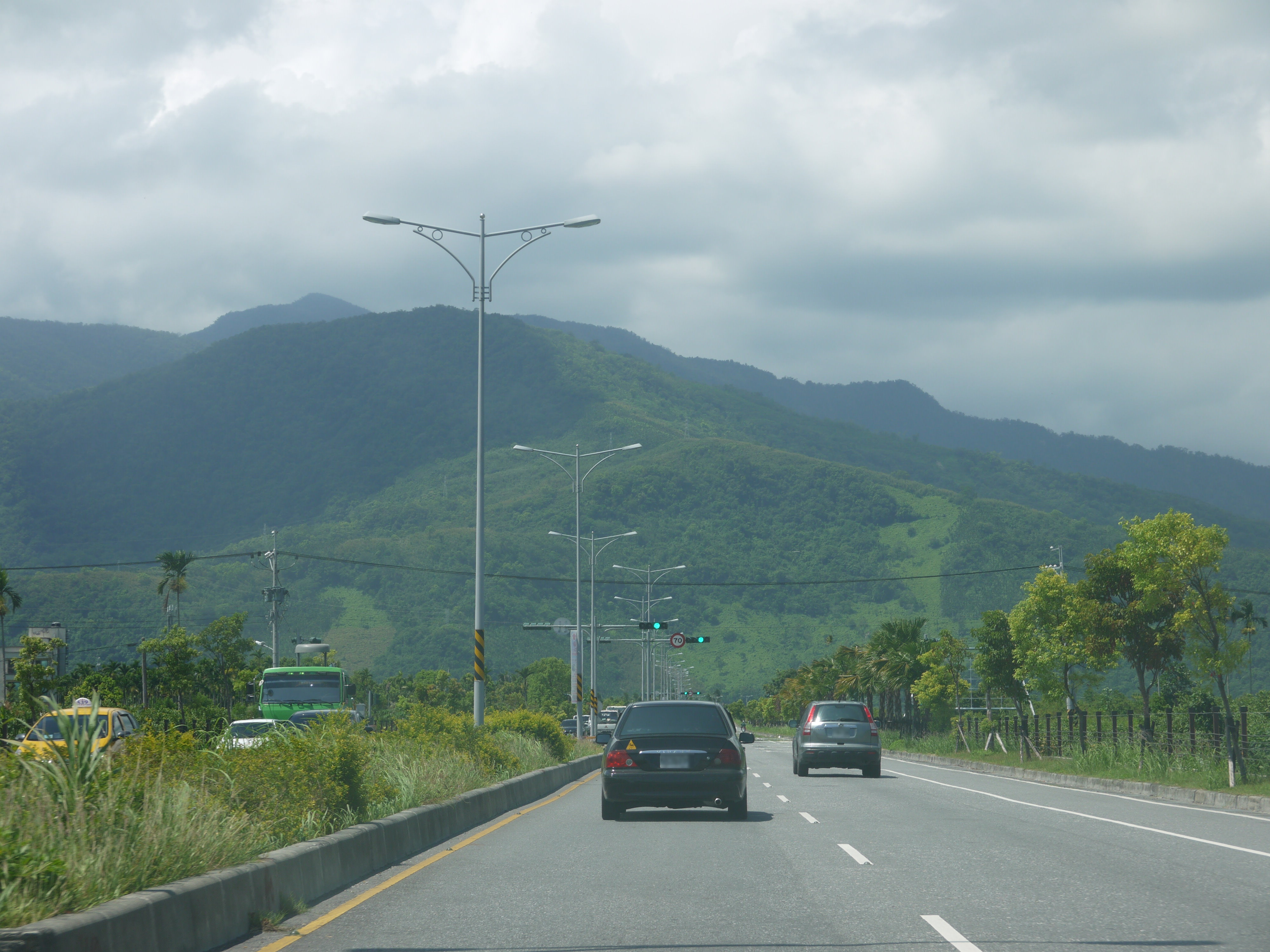
Provinzstraße 9 durch Fenglin
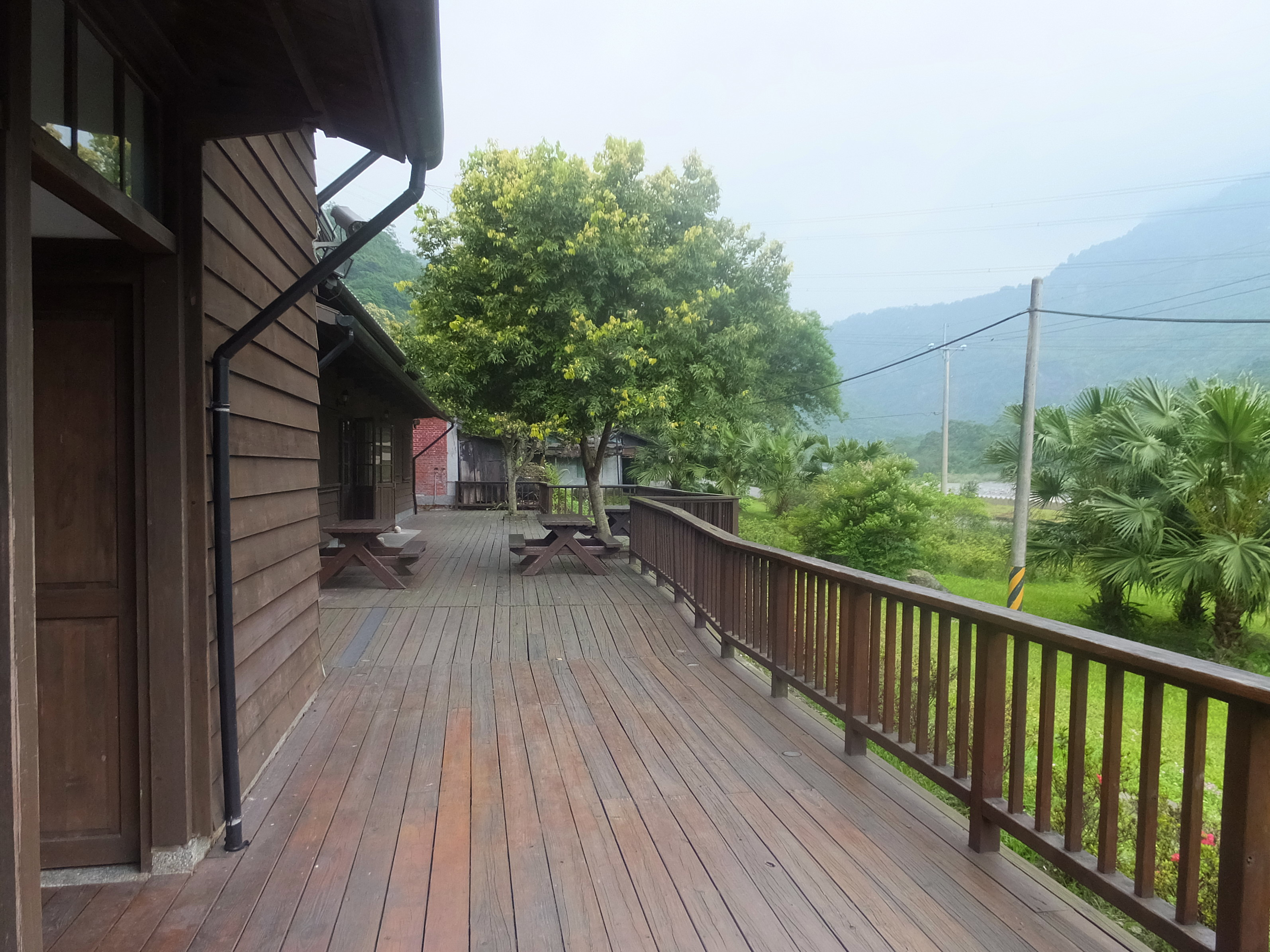
Im Liantian-Forstwirtschaftspark (林田山林業文化園區) in Senrong
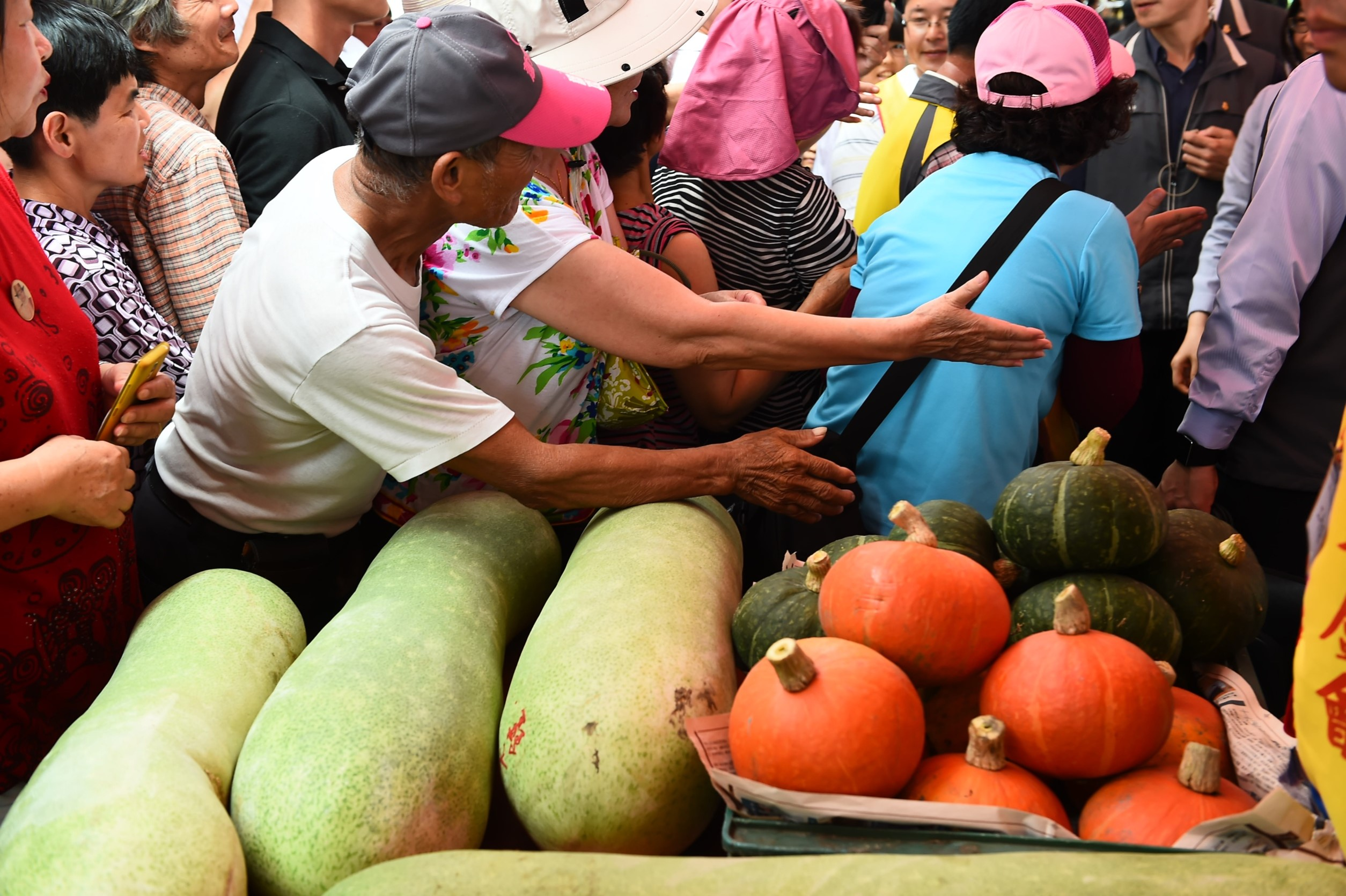
Wassermelonen-Festival in Fenglin 2016